# Anigraea obscura
Anigraea obscura là một loài bướm đêm trong họ Noctuidae.